# 姚雨平
姚雨平（1882年—1974年），廣東平遠縣人。革命黨人。
1905年秋考入广州黄埔陆军中学堂，次年转入陆军速成学堂。因在校宣传革命，最終被學校勸退。1907年化名姚汉强加入同盟会。曾参与谋划黄冈起义。1911年又參與謀劃黄花岗起义，結果在起義時因等待枪弹未按期率部响应，遭到黄兴斥責。广东光复后，出任广东北伐军总司令並率军北上。1912年，被袁世凯聘为总统府顾问。二次革命時，在上海协助孙中山討伐袁世凱。1917年跟随孙中山南下參加护法運動。国民政府成立后历任政府参议、潮汕军事特派员、监察院监察委员、政府顾问等職務。中華人民共和國建國後在广州文史馆任職。